# 권선구
권선구(勸善區)는 대한민국 경기도 수원시의 남서부에 위치한 구이다.

## 역사
- 1988년 7월 1일 : 수원시에 구(권선구, 장안구)가 설치되었다.[6] 출범 당시 세류1동·세류2동·세류3동·평동·서둔동·곡선동·매교동·매산동·고등동·인계동·매탄동·원천동을 관할했다.
- 1990년 1월 1일 : 매탄동을 매탄1동과 매탄2동으로 분동하였다.
- 1990년 12월 7일 : 매탄2동에서 매탄3동을 분동하였다.
- 1991년 9월 5일 : 서둔동에서 구운동을 분동하였다.
- 1993년 2월 1일 : 팔달구가 신설되어 인계동·매탄1동·매탄2동·매탄3동·원천동이 팔달구로 분리되었다.
- 1994년 12월 26일 : 화성군 반월면 입북리·당수리를 편입하고, 입북동(법정동: 입북동·당수동)을 신설하였다.
- 1996년 3월 24일 : 곡선동에서 권선동을 분동하였다.
- 2003년 2월 10일 : 구운동에서 금호동을 분동하고, 권선동을 권선1동으로 개칭하고, 곡선동에서 권선2동을 분동하였다.
- 2003년 11월 24일 : 팔달구를 분할해 영통구가 신설되고, 매교동·매산동·고등동이 팔달구에 편입되었다.
- 2016년 1월 11일 : 금호동을 금곡동과 호매실동으로 분동하였다.[7]

## 행정구역
인구는 2022년 1월 31일 주민등록 기준이다.

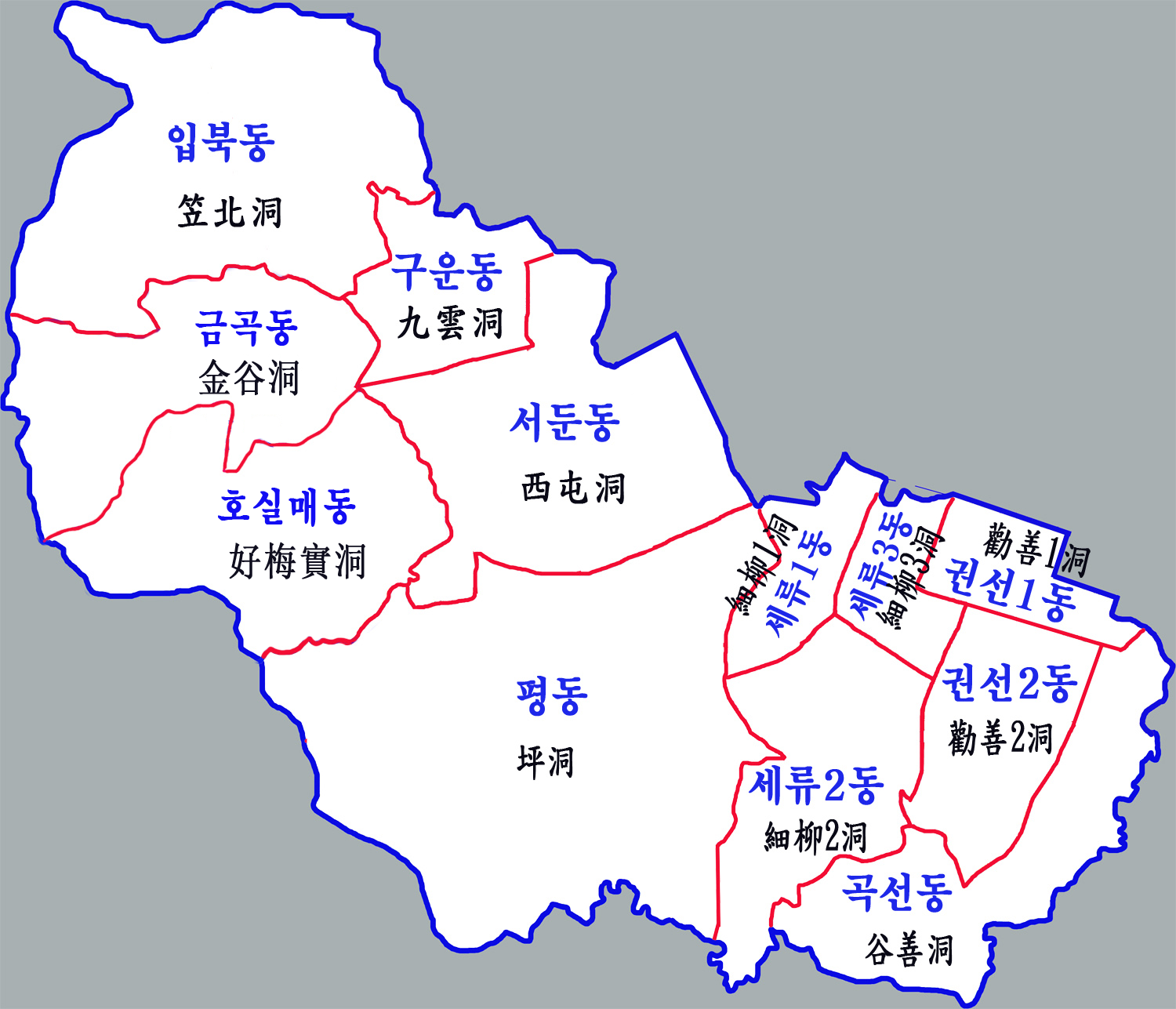
권선구의 행정구역

| 행정동   | 한자     | 면적 (km2) | 인구    | 세대    |
| -------- | -------- | ---------- | ------- | ------- |
| 세류1동  | 細柳1洞  | 0.93       | 11,201  | 4,442   |
| 세류2동  | 細柳2洞  | 3.58       | 25,828  | 12,444  |
| 세류3동  | 細柳3洞  | 1.29       | 19,853  | 9,163   |
| 평동     | 坪洞     | 10.91      | 41,152  | 16,636  |
| 서둔동   | 西屯洞   | 8.84       | 38,859  | 17,247  |
| 구운동   | 九雲洞   | 1.94       | 24,723  | 10,753  |
| 금곡동   | 金谷洞   | 4.04       | 45,645  | 17,518  |
| 호매실동 | 好梅實洞 | 4.74       | 46,376  | 17,286  |
| 권선1동  | 勸善1洞  | 1.03       | 25,114  | 13,189  |
| 권선2동  | 勸善2洞  | 1.81       | 48,422  | 17,314  |
| 곡선동   | 谷善洞   | 4.46       | 31,960  | 14,860  |
| 입북동   | 笠北洞   | 7.08       | 16,561  | 6,189   |
| 권선구   | 勸善區   | 47.31      | 375,694 | 157,041 |

## 인구
| 연도   | 총인구    | ; |
| ------ | --------- | - |
| 1990년 | 329,846명 |   |
| 1995년 | 260,109명 |   |
| 2000년 | 315,396명 |   |
| 2005년 | 290,546명 |   |
| 2010년 | 298,748명 |   |
| 2015년 | 349,339명 |   |
| 2022년 | 375,694명 |   |

## 교육 기관
- 사립전문대학

|  | - 수원여자대학교 |

## 같이 보기
- 수원시
- 팔달구
- 영통구